# Robert Gagnon
Pour les articles homonymes, voir Gagnon.
Robert Gagnon (né en 1954), écrivain québécois et professeur au département d'histoire de l'Université du Québec à Montréal. 

## Honneurs
- Prix Robert-Cliche (1994), La thèse